# Union Européenne de Cyclisme
De UEC of Europese Wielerunie (Frans: Union Européenne de Cyclisme, Engels: European Cycling Union) is de Europese organisatie voor de wielersport. Hierin zijn alle nationale wielerbonden van Europa vertegenwoordigd die deel uitmaken van de Internationale Wielerunie.
Namens België is de Koninklijke Belgische Wielrijdersbond (KBWB) aangesloten en namens Nederland de Koninklijke Nederlandsche Wielren Unie (KNWU).
De UEC organiseert elk jaar een Europees kampioenschap wielrennen op de weg, baanwielrennen, veldrijden en mountainbike.

## Bestuur

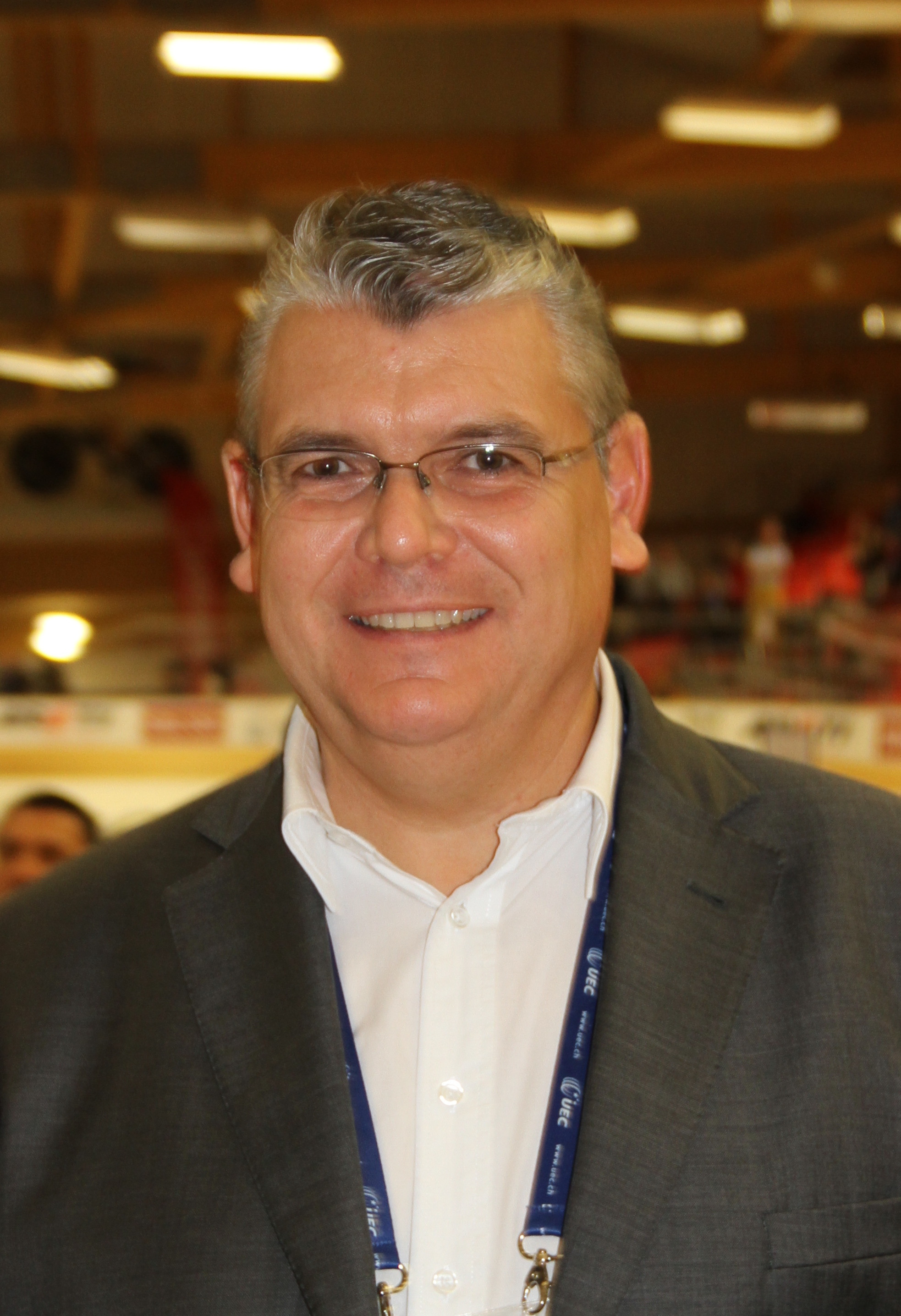
Voorzitter Enrico Della Casa

De volgende personen waren voorzitter van de UEC:
- 1990-2001:  Werner Göhner
- 2001-2009:  Vladimir Holecek
- 2009-2013:  Wojciech Walkiewicz
- 2013-2017:  David Lappartient
- vanaf 09/2017:  Rocco Cattaneo (interim)
- 2018-2021:  Rocco Cattaneo
- vanaf 2021:  Enrico Della Casa

## Leden
De nationale wielerbonden van alle Europese landen zijn als lid bij de UEC aangesloten, alsmede de drie landen in de Kaukasus - Armenië, Azerbeidzjan en Georgië - en Israël. De wielerbond van de Faeröer (autonoom onderdeel van het Deense koninkrijk) is gelieerd aan de UEC.
| Albanië               | Duitsland   | Italië          | Moldavië   | Roemenië   | Vaticaanstad        |
| Andorra               | Estland     | Kosovo          | Monaco     | Rusland    | Verenigd Koninkrijk |
| Armenië               | Finland     | Kroatië         | Montenegro | San Marino | Wit-Rusland         |
| Azerbeidzjan          | Frankrijk   | Letland         | Nederland  | Servië     | IJsland             |
| België                | Georgië     | Liechtenstein   | Noorwegen  | Slovenië   | Zweden              |
| Bosnië en Herzegovina | Griekenland | Litouwen        | Oekraïne   | Slowakije  | Zwitserland         |
| Bulgarije             | Hongarije   | Luxemburg       | Oostenrijk | Spanje     |                     |
| Cyprus                | Ierland     | Noord-Macedonië | Polen      | Tsjechië   | gelieerd:           |
| Denemarken            | Israël      | Malta           | Portugal   | Turkije    | Faeröer             |